# Ohensaari (ö i Jämsä)
Ohensaari är en liten ö i Finland. Den ligger i  viken Sammallahti i sjön Päijänne och i kommunen Jämsä i den ekonomiska regionen  Jämsä  och landskapet Mellersta Finland, i den södra delen av landet, 190 km norr om huvudstaden Helsingfors. Öns area är 16,9 hektar och dess största längd är 0,7 kilometer i nord-sydlig riktning.